# Українсько-марокканські відносини
Українсько-марокканські відносини — відносини між Україною та Королівством Марокко.
Марокко визнала незалежність України 30 грудня 1991 року. Дипломатичні відносини було встановлено 22 червня 1992 року.
Марокко входить в п'ятірку найбільших торговельних партнерів України в Африці (після Єгипту, Алжиру, Тунісу та Лівії).

## Двосторонні політичні та міжгалузеві контакти
10 раундів політичних консультацій між Міністерствами закордонних справ (останній — у листопаді 2015 р. у Києві).
2002 і 2003 рр. — бесіди Президента України і Короля Марокко в рамках міжнародних багатосторонніх заходів.
2001 р. — візит до Марокко Міністра закордонних справ України А. М. Зленка.
2007 р. — візит в Україну Міністра закордонних справ та співробітництва Марокко М.Бенаїсси.
2008 р. — зустріч Міністрів закордонних справ під час 63-ї сесії ГА ООН.
2009 р. — візит до Марокко делегації Верховної Ради України на чолі з першим заступником Голови Комітету у закордонних справах.
2009 р. — 1-е засідання Міжурядової комісії з питань торговельно-економічного, науково-технічного та культурного співробітництва (м. Рабат).
2010 р. — зустріч Міністра закордонних справ України з Прем'єр-міністром Марокко під час 13-го саміту Міжнародної організації франкофонії (м. Монтре, Швейцарія). 
2011 р. — 8-й раунд політичних консультацій (Київ) та зустріч Державного секретаря МЗС Марокко з Міністром закордонних справ України.
2012 р. — візит до Марокко делегації Державного рибного агентства України.
2013 р. — візит до Марокко Міністра освіти і науки України.
2014 р. (листопад) — бесіда Міністрів закордонних справ під час 15-го саміту Міжнародної організації франкофонії (м. Дакар).  
2015 р. (листопад) — 10-й раунд політичних консультацій (Київ).
2017 р. (19 травня) — зустріч першого заступника Голови ВР І.Геращенко з заступником Голови Палати представників Марокко Х.Буфрашен (Київ).

## Двосторонні органи високого рівня
У грудні 2009 року у Рабаті відбулося 1-е засідання Міжурядової українсько-марокканської комісії з питань торговельно-економічного, науково-технічного та культурного співробітництва.

## Торговельно-економічне співробітництво
У 2010—2014 рр. обсяги товарообігу зросли втричі, а у 2010—2016 — удвічі.
У 2016 р. Марокко стало другим серед країн Африки імпортером українських товарів (після Єгипту) та четвертим експортером в Україну (після Гвінеї, ПАР та Єгипту). Серед 172 країн світу Марокко посіло 37-е місце за обсягами імпорту з України та 65-е — за обсягами експорту.
З 2012 р. Україна входить до першої пʼятірки постачальників зернових до Марокко. Водночас у 2014 р. Україна посіла 1-е місце за обсягами експорту пшениці м'яких сортів.

## Обсяги товарообігу між Україною і Марокко
(у млн. дол., за даними Держстату)
| Показники  | 2011  | 2012   | 2013  | 2014 (дані Держстату / дані Марокко) | 2015 (дані Держстату / дані Марокко) | 2016   |
| Товарообіг | 251,2 | 427,5  | 351,7 | 330,2 / 660,8                        | 241 / 517,7                          | 280,9  |
| Експорт    | 234,1 | 363    | 297,8 | 294,8 / 641,5                        | 212,5 / 507,3                        | 247,4  |
| Імпорт     | 17,1  | 64,5   | 53,9  | 35,4 / 19,3                          | 28,5 / 10,4                          | 33,5   |
| Сальдо     | +217  | +298,5 | +244  | +259,4 / +622,2                      | +184 / +497                          | +213,9 |

Розбіжність у даних української та марокканської статистики свідчить про постачання значного обсягу товарів через треті країни.
У 2016 р. товарообіг зріс на 16,6 % і становив 280,9 млн дол. при позитивному сальдо 214 млн доларів. Експорт зернових (пшениця, ячмінь, кукурудза) збільшився на 65,3 % до 143,9 млн дол. (992 тис. т); олії — у 2,2 раза, до 19,7 млн дол.; чорних металів (чавун, феросилікомарганець, напівфабрикати з вуглецевої сталі) — на 72,5 %, до 25,3 млн дол.; макухи, жому й кормового борошна — на 26,3 %, до 43,6 млн дол. Розпочався експорт насіння (4,2 млн дол.). Знизився експорт масла (-21,9 %, до 4,4 млн дол.) та азотних добрив (- 38,1 %, до 3,2 млн дол.).
Імпорт зріс на 17,5 % до 33,5 млн дол. за рахунок автомобілів (+25,3 %, до 11,7 млн дол.), одягу і взуття (+19,3 %, до 7,5 млн дол.), дротів і кабелів (+9,2 %, до 3,3 млн дол.), риби й морепродуктів (6,9 млн дол.), одягу і взуття (6,3 млн дол.). Поновився імпорт фосфатів (22 тис. т, 2,3 млн дол.), на 20 % скоротився імпорт риби й рибопродуктів (до 5,5 млн дол.).
Гуманітарне співробітництво
Популяризація української культури та мистецтва
Українське мистецтво було представлено у Марокко виступами юнацьких танцювальних ансамблів на Рабатському міжнародному фольклорному фестивалі (2012—2014, 2016-17 рр.), участю майстринь-художниць Любові Ктиторової та Тетяни Бартош у 2-й та 3-й Міжнародних виставках творів жінок-майстринь декоративного мистецтва (Мохаммедія, 2013 і 2014 рр.), презентацією українського декоративного мистецтва у рамках Дня франкофонії (Рабат, березень 2013 р.), участю Посольства у «Святі рідної мови» (2012—2014, 2016-17 рр.). Український стенд було представлено на виставці народного вбрання «Музей одягу» (Касабланка, лютий 2012 р.), на Міжнародних дипломатичних базарах (2010—2013, 2015-17 рр.). Проведено виставку картин випускниці Київського художнього інституту Муни Ель Амрі (вересень 2012 р., квітень, вересень-жовтень 2013 р.). У квітні 2011 р. у Касабланці пройшов музичний фестиваль «Дніпро», організований асоціацією української громади в Марокко «Україна».
У листопаді 2013 — січні 2014 рр. у Рабаті й Марракеші проведено виставки Петриківського розпису.
Підтриманню міжнародного культурного іміджу нашої країни сприяє участь українських музикантів у Міжнародному конкурсі молодих піаністів, який проходить у Рабаті. Так, у 2016 р. 2-й приз здобула Тетяна Шафран; у 2013 р. студент Національної музичної академії України ім. П. І. Чайковського А.Баришевський здобув Гран-прі конкурсу, у 2012 і 2011 рр. 2-і призи отримали А.Прозорський і Р.Лопатинський.
Молодіжні контакти
До 2013 р. представники Марокко брали участь у Міжнародному дитячому фестивалі «Змінимо світ на краще!» у МДЦ «Артек». У липні 2013 р. делегація Марокко взяла участь у Молодіжному саміті ОБСЄ в Артеку.
У липні 2015 р. представники України взяли участь у Міжнародній молодіжній зустрічі «Збереження миру та забезпечення сталого розвитку в умовах нових викликів» (м. Кенітра).
Співробітництво на рівні вищих навчальних закладів
Успішно виконується угода про співробітництво між Київським національним лінгвістичним університетом і Рабатським університетом ім. Мохаммеда V (укладена у травні 2016 р.). У жовтні-грудні 2016 р. в Рабаті стажувалася група з 5 студентів КНЛУ. В рамках угоди між Мохаммедійським університетом та Інститутом міжнародних відносин Київського університету ім. Т. Г. Шевченка у 2011 і 2012 рр. відбувся обмін групами студентів. У 2013 і 2014 рр. у Марокко стажувалися студенти КІМВ. У 2012, 2013 та 2014 рр. в цьому університеті проведено День України.  
Угоди про співробітництво також укладено між численними ВНЗ двох країн.
У квітні 2013 р. відбувся візит до Марокко Міністра освіти і науки України у супроводі ректорів 5-ти провідних українських ВНЗ.
У 2017 р. у Марокко побували ректори Вінницького національного медичного університету, Національного університету водного господарства і природокористування, проректори Харківських національного університету ім. В.Каразіна, НАУ «Харківський авіаційний інститут», державного університету міського господарства, державного університету харчуванні і торгівлі.
Навчання марокканських студентів в Україні
Українська вища освіта користується в Марокко високою репутацією. Кількість  марокканців, які виявили бажання здобути вищу освіту в Україні, постійно зростає: щороку в середньому по 250 чол. у 2001—2008 рр., 403 чоловік у 2009 р., 435 — у 2010 р., 602 — у 2011 р., 677 — у 2012 р., 904 — у 2013 р., 719 — у 2014 р., 1296 — у 2015 р. і 2065 у 2016 р.
У 2016-17 навч. році марокканці становили 4-у за чисельністю іноземну студентську громаду — 4602 особи.
Марокканці навчаються, зокрема, у медичних та фармацевтичних закладах у Харкові, Запоріжжі, Дніпрі, Львові, Одесі, Полтаві, Тернополі, у будівельно-архітектурних академіях у Дніпрі, Полтаві, Одесі та Вінниці, у Львівській політехніці та технічних університетах у Кіровограді, Запоріжжі та Тернополі, у Харківському та Криворізькому національних університетах.
Популяризація освітніх можливостей українських ВНЗ здійснюється шляхом участі України в освітніх виставках і форумах, що проходять у Марокко. Останнім часом можливості навчання в Україні було представлено на окремих стендах під час Міжнародних студентських форумів у Касабланці (2014—2017 рр.) та Марракеші (2014 і 2016 рр.). У 2017 р. у студентському форумі в Касабланці взяли участь проректори Харківських національного університету ім. В.Казаріна, державного університету харчуванні і торгівлі, національного аерокосмічного університету, національного університету міського господарства.
Українська громада в Марокко
налічує понад 500 осіб. Переважно це громадянки України, які створили
родини з марокканцями. Частина з них працює в галузі медицини або в
туристичній сфері. З 2014 р. українська громада мобілізовує та передає допомогу для Київського військового госпіталю.